# Sfinxul ghețarilor
Sfinxul ghețarilor (în franceză Le Sphinx des glaces) este un roman de Jules Verne, serializat între 1 ianuarie și 15 decembrie 1897 în Magasin d'Éducation et de Récréation și apărut în volum pe 22 noiembrie. Cartea reprezintă continuarea romanului lui Edgar Allan Poe Aventurile lui Arthur Gordon Pym, publicat în 1838.
Nici Poe și nici Verne nu au vizitat îndepărtatele Insule Kerguelen din sudul Oceanului Indian, dar operele lor sunt printre puținele menționări literare ale arhipelagului.

## Povestea

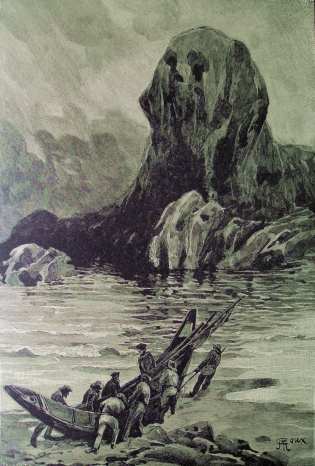
Ilustrație originală de George Roux.

Povestea se desfășoară în 1839, la unsprezece ani după evenimentele din romanul lui Edgar Allan Poe (Aventurile lui Arthur Gordon Pym, publicat în 1838). Naratorul este un bogat american, Jeorling, care terminase de efectuat câteva studii geologice și mineralogice independente pe Insulele Kerguelen, iar acum se află în portul Christmas-Harbour în căutarea unei nave pentru a pleca înapoi în Statele Unite ale Americii.
Goeleta Halbrane este una dintre primele nave care ajung în port, iar căpitanul acesteia, Len Guy, cam fără tragere de inimă, este de acord să-l ia pe Jeorling la bordul navei.
Pe mare, se întâlnesc cu un aisberg rătăcitor care avea un cadavru pe ea, care se dovedește a fi un marinar de pe goeleta Jane (nava din romanul Aventurile lui Arthur Gordon Pym). Câteva notițe găsite asupra mortului indică faptul că el și mulții alții, inclusiv căpitanul de pe Jane, William Guy, au supraviețuit tentativei de asasinat de pe Tsalal.
Guy, care îi povestise anterior lui Jeorling despre Pym, se dovedește a fi fratele lui William Guy. El decide să vină în ajutorul echipajului de pe Jane. După ce se aprovizionează la Tristan d'Acunha și își completează echipajul pe Insulele Falkland, se îndreaptă spre sud. Printre noii veniți la bord se numără și un marinar misterios pe nume Hunt, dornic de a se alătura căutării fără a-și expune motivele.
Vremea neobișnuit de blândă pentru acel început de vară australă permite goeletei să înainteze dincolo de barierea de gheață care înconjoară Oceanul Antarctic. Ea ajunge pe insula Bennet, unde se oprise Jane, apoi pe insula Tsalal. Dar insula este complet devastată de un cutremur care pare a fi avut loc de curând, fiind părăsită. Acolo se află numeroase rămășițe ale nativilor de pe Tsalal, care par fi murit cu mult înainte de cutremur, precum și zgarda câinelui lui Pym, Tiger, dar nicio urmă a goeletei Jane.

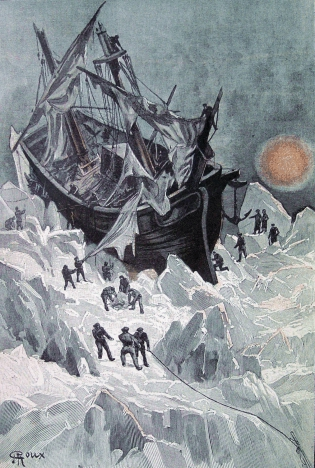
O ilustrație de George Roux

În acest moment se află că Hunt este Dirk Peters. În drumul lor spre sud, el și Pym au fost despărțiți și doar Peters a ajuns înapoi în Statele Unite, unde el, nu Pym, a ajutat la publicarea aventurilor călătoriei. Junalul lui Pym, aflat în posesia lui Peters, pare a fi fost înfrumusețat în mod semnificativ de către Poe. Revenit acasă, Peters și-a asumat o nouă identitate, rușinat fiind de actul de canibalism la care a fost nevoit să se dedea pe epava Grampus. Ulterior a plecat în insulele Falkland, căutând o modalitate de a reveni în sudul extrem, pentru a-l căuta pe Pym, iar Halbrane i-a oferit această oportunitate.
Guy și Peters decid să împingă căutarea și mai mult spre sud, spre nemulțumirea unei părți a echipajului conduse de Hearne, care crede că ar trebui să abandoneze căutarea și să revină acasă înainte de sosirea iernii.
Peste puțină vreme, Halbrane este distrusă de un aisberg, echipajului care scapă rămânându-i doar o barcă. Aisbergul pe care s-au refugiat supraviețuitorii plutește în derivă și trece de Polul Sud, eșuând apoi pe malul unui ținut neospitalier, dar fără a trece înapoi bariera de gheață care desparte Oceanul Antarctic (care va îngheța pe timpul iernii) de restul oceanelor. Hearne și acoliții săi fură barca, încercând să ajungă singuri la mările libere și condamnându-i pe cei părăsiți la perspectiva îngrozitoare a iernării în Antarctida.
La scurt timp după acest incident, cei lăsați în urmă capturează o barcă indigenă care plutește pe ape. În ea se află căpitanul William Guy și patru supraviețutori ai echipajului lui Jane, în stare de inconștiență și foarte aproape de o moarte prin înfometare. Peters îi aduce la țărm, iar oamenii de pe Halbrane îi ajută să își revină în puteri.
William Guy își spune apoi povestea. La puțină vreme de la explozia lui Jane (și a plecării lui Pym și Peters), câinele Tiger reapare. Turbat, îi mușcă și îi infectează pe băștinași, care cad pradă noii boli. Cei care reușesc fug pe insulele înconjurătoare, care vor fi distruse ulterior de un cutremur. Din acest moment, William Guy și oamenii săi au trăit relativ confortabil pe Tsalal, dar distrugerile provocate de un cutremur îi determină să caute o scăpare spre nord cu ajutorul unei bărci indigene pe care o găsesc.
Echipajele combinate ale lui Halbrane și Jane decid să încerce să își continue drumul spre nord în barca pe care o au la dispoziție. Călătoria se desfășoară în condiții excelente, până când constată apariția unui câmp magnetic extrem de puternic. Sursa lui se dovedește a fi Sfinxul ghețarilor, un munte încărcat magnetic. Aici sunt descoperite rămășițele echipajului lui Hearne, a cărui barcă a căzut victimă atracției magnetice, toate componentele ei din fier fiind atrase de munte, ceea ce a determinat zdrobirea ei de stânci. Barca pe care călătoresc Joerling și ceilalți scapă de la distrugere doearece, fiind construită de indigeni, nu conține deloc fier.
La baza Sfinxului se află și rămășițele trupului lui Pym, care a murit când pușca i-a fost atrasă de câmpul magnetic, lipindu-l pe vecie de munte. Distrus, Peters moare în același loc. Ceilalți se îmbarcă din nou și ajung la ocean, unde sunt salvați.

### Capitolele cărții
| - I - Insulele Kerguelen - II - Goeleta Halbrane - III - Căpitanul Len Guy - IV - Din insulele Kerguelen la insula Prințul Eduard - V - Romanul lui Edgar Poe - VI - „Ceața neîncrederii se risipește” - VII - Tristan-Da-Cunha - VIII - Spre insulele Falkland - IX - Pregătirea goeletei Halbrane - X - Începutul campaniei - XI - De la insulele Sandwich la cercul polar - XII - De-a lungul banchizei - XIII - Între cercul polar și banchiză - XIV - Vocea din vis - XV - Insula Bennet - XVI - Insula Tsalal | - I - Dar Pym? - II - Se ia o hotărâre - III - Arhipelagul dispărut - IV - De la 29 decembrie la 9 ianuarie - V - O zguduitură puternică - VI - Pământ?... - VII - Rostogolirea ghețarului - VIII - Lovitura de grație - IX - Ce-i de făcut? - X - Halucinații - XI - În mijlocul negurilor - XII - Tabăra - XIII - Dirk Peters pe mare - XIV - Unsprezece ani în câteva pagini - XV - Sfinxul ghețarilor - XVI - Doisprezece din șaptezeci |

## Opera lui Poe

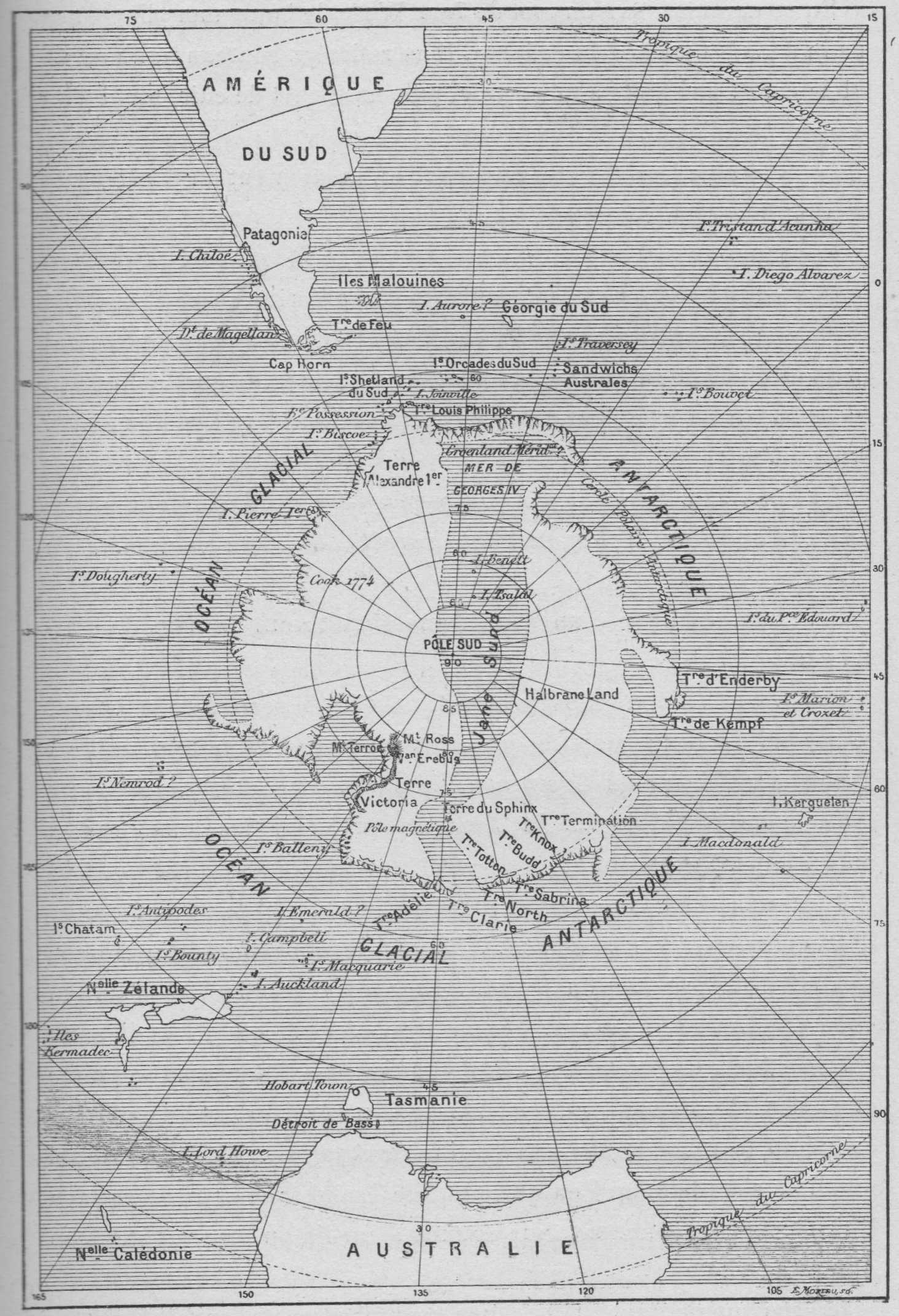
Harta din ediția originală, autor George Roux.

Cartea lui Jules Verne, apărut în 1897, se dorește o continuare a romanului Aventurile lui Arthur Gordon Pym din 1838. Verne încearcă să dea o explicație rațională întâmplărilor din finalul operei lui Poe, care erau de natură fantastică, chiar mistică. El urmărește aventurile povestitorului și călătoria lui pornită din Insulele Kerguelen la bordul goeletei Halbrane. Acest lucru face ca o parte considerabilă din evenimentele prezentate de Poe să fie considerate halucinații ale personajelor cauzate de diverse motive, după cum reiese din capitolele X și XIV ale părții a II-a. De asemenea mai apare un element care ridică semne de întrebare legate de evenimentele narate de Poe. Acesta nu îl mai menționează pe câinele Tigru după ce Pym și ceilalți au recuperat Grampus din mâinile răsculaților; asta a dus la presupunerea că animalul ar fi murit în timpul furtunii. Reapariția câinelui pe Tsalal duce la concluzia că el a supraviețuit și că se afla la bordul lui Jane în momentul pătrunderii în apele antarctice. Acest lucru ar însemna că Pym și ceilalți de pe Grampus l-au măcelărit pe răsculatul Parker și l-au mâncat în timp ce Tigru încă mai trăia. Mai mult decât atât, faptul că Tigru a supraviețuit coșmarului înfometării implică faptul că și el ar fi fost hrănit cu trupul lui Parker.
Dacă Poe descrie eronat zona antarctică - lucru pus de Verne pe seama halucinațiilor personajelor - nici autorul francez nu este scutit de greșeli. Lipsa de cunoștințe temeinice legate de Antarctica din epoca aceea l-a determinat pe Verne să își imagineze un continent tăiat în două de un canal navigabil, așa cum se vede și în harta realizată de George Roux. În ziua de astăzi, grație cunoștințelor adunate de la exploratorii care au atins Polul Sud și de la imaginile din satelit, se știe că acel continent este format dintr-o întindere compactă de gheață.

## Teme abordate în cadrul romanului
- Explorarea imaginară unor zone necunoscute la acea dată (temă abordată în multe romane de descoperiri ale lui Verne, în special în cele din prima perioadă a creației sale: O călătorie spre centrul Pământului - interiorul Pământului, Căpitanul Hatteras - Polul Nord, 20.000 de leghe sub mări - zona subacvatică, De la Pământ la Lună și Hector Servadac - spațiul cosmic, etc.)
- Căutarea unei persoane apropiate dispărute (temă prezentă și în Copiii căpitanului Grant)

## Lista personajelor
- Joerling - mineralog de origine americană și narator al romanului, spirit cartezian care va descoperi pas cu pas că romanul lui Poe este o realitate.
- Len Guy - căpitanul goeletei Halbrane, 45 de ani, taciturn și introvertit, fratele lui William Guy.
- Hurliguerly - născut în insula Wight, 44 de ani, bosseman pe Halbrane, "... cu pieptul atât de larg, încât ar fi putut cuprinde două perechi de plămâni, și mă întrebam dacă nu cumva le are, după cât aer consuma respirând, suflând, vorbind tot timpul..."[4]
- Jem West -  32 de ani, secund pe Halbrane, dedicat mării, numai nervi și mușchi, puțin vorbăreț, dar "...dacă Halbrane avea o inimă, ea bătea în pieptul lui Jem West."[5]
- Fenimore Atkins - hangiu în Port-Christmas, pe Insulele Kerguelen, originar din aceeași regiune ca și Joerling, patron al Cormoranului verde.
- Betsey Atkins - soția lui Fenimore Atkins, au împreună zece fii.
- Martin Holt - maistru velier pe Halbrane.
- Hardie - maistru calafagiu pe Halbrane.
- Rogers - matelot englez de pe Halbrane.
- Drap - matelot englez de pe Halbrane.
- Francis - matelot englez de pe Halbrane.
- Gratian - matelot englez de pe Halbrane.
- Burry - matelot englez de pe Halbrane.
- Stern - matelot englez de pe Halbrane.
- Endicott - bucătar pe Halbrane, născut pe coasta Africii.
- Patterson[6] - în jur de 40 de ani, secund pe Jane.
- William Guy[6] - comandantul goeletei Jane, deschis, fratele lui Len Guy.
- Glass[6] - fost caporal de artilerie englez, ex-caporal de l'artillerie anglaise, conducător în Tristan da Cunha.
- Hearne - marinar american, 44 de ani, originar din Glasgow, recrutat în insulele Falklands, instigator.
- Hunt - 44 de ani, nativ american cu o acuitate vizuală ieșită din comun, alias al lui Dirk Peters[7].
- Allen[6] - matelot pe Jane.
- Parker[6] - matelot mâncat de supraviețuitorii de pe Grampus, Verne trasformându-l în fratele lui Martin Holt, Ned Holt.
- Trinkle - marinar recuperat de pe Jane.
- Roberts - marinar recuperat de pe Jane.
- Covin - marinar recuperat de pe Jane.
- Forbes - marinar de pe Jane, mort după fuga de pe insula Tsalal.
- Lexton - marinar de pe Jane, având aceeași soartă.
- Arthur Gordon Pym - personajul principal al romanului lui Edgar Allan Poe, al cărui cadavru este găsit crucificat pe teritoriul Sfinxului.
- Tigru - câinele lui Arthur Gordon Pym, despre care se povestește că a turbat.

## Adaptări
În anul 1984, compania Electrecord din România a lansat teatrul radiofonic pe disc dublu de vinil Sfinxul ghețarilor, o adaptare a romanului lui Jules Verne.

## Traduceri în limba română
- 1958 - Sfinxul ghețarilor, Ed. Tineretului, Colecția "Cutezătorii", traducere Claudia Fischer și Vasile Chiriță, 440 pag.
- 2010 - Sfinxul ghețarilor (2 vol.), Ed. ErcPress, Colecția "Jules Verne", vol. 2-3, traducere Claudia Fischer și Vasile Chiriță, 432 pag., ISBN 978-973-157-976-4

În numărul 257-258 din august 1965 al Colecției de povestiri științifico-fantastice a apărut un fragment din roman.